# Hasestraße (Osnabrück)
Die Hasestraße ist eine Straße, die in Nord-Süd-Richtung durch die Osnabrücker Altstadt verläuft. Sie beginnt am Erich-Maria-Remarque-Ring und endet an der Kreuzung vor dem Dom.

## Lage
Die in Nord-Süd-Richtung verlaufende Hasestraße stellt die zentrale Verkehrsachse der nördlichen Altstadt im Stadtteil Innenstadt. Mehrere Seitenstraßen zweigen vor allem in Westrichtung ab, während im Osten bis auf die Mühlenstraße und Gassen zur Großen Domsfreiheit durchgehende Bebauung herrscht.
Direkt am nördlichen Ende zum Erich-Maria-Remarque-Ring verläuft die Hase, welche mit der Angersbrücke überquert wird.

## Bebauung

### Angersbrücke

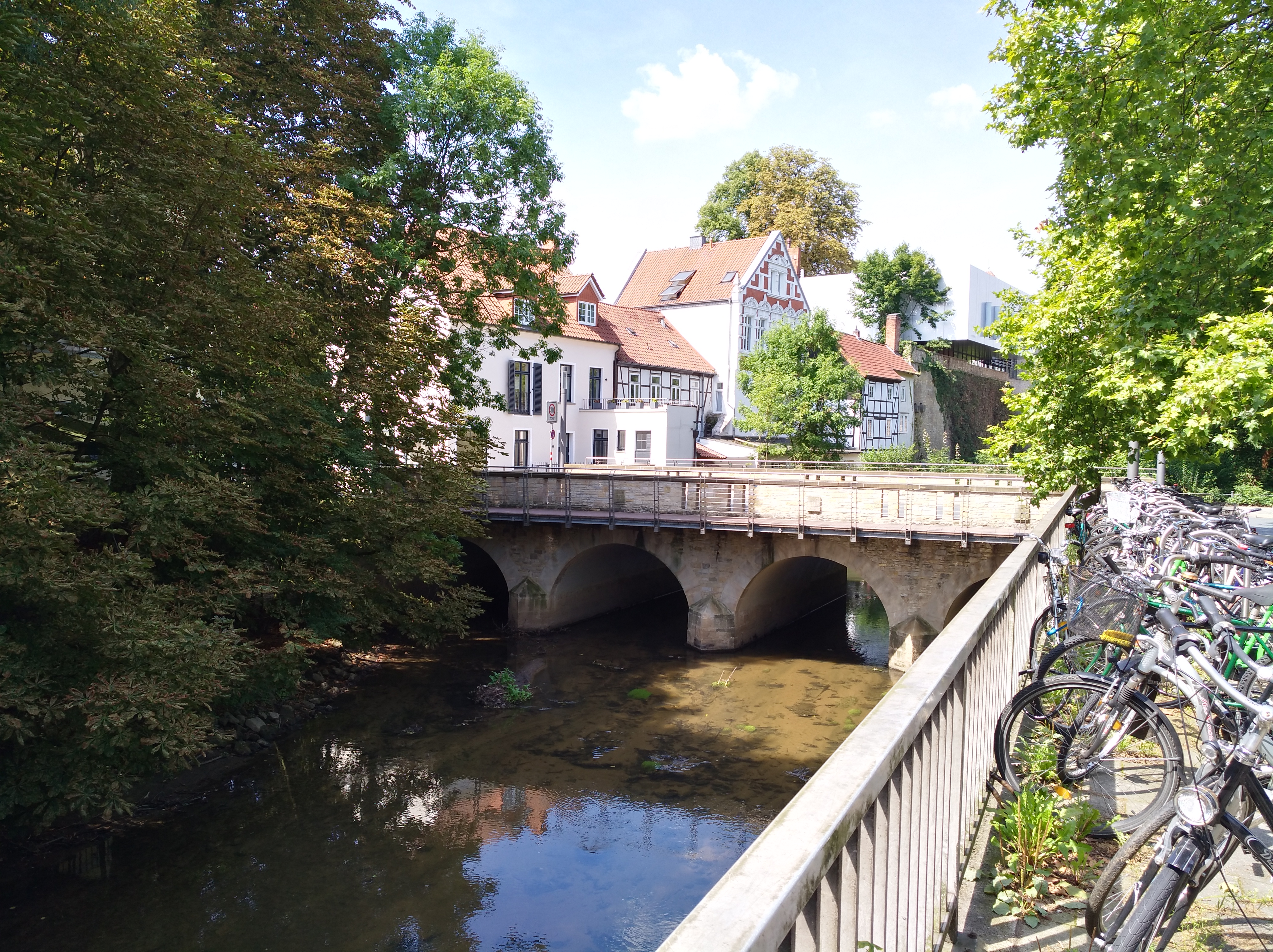
Angersbrücke vom Bürgersteig am Ring gesehen

Ihren Namen erhielt die 1914 errichtete Brücke über die Hase im Jahr 1967 im Rahmen der Städtepartnerschaft Osnabrücks mit der französischen Stadt Angers.
Sie überspannt die Hase mit vier Bögen die aus Sandsteinquadern gefertigt sind.
Hier befand sich früher auch eine der ältesten Hasefurten, welche später durch die Vorgängerbrücken der jetzigen Angersbrücke ersetzt wurde.
Die Angersbrücke wurde im Jahr 2013 saniert, weil ihr der Verkehr vor allem der Busse stark zusetzte. Es wurde eine neue Stahlbetonentlastungsplatte eingezogen, um die Gewölbe der Brücke zu entlasten.

### Hasetor
An der Angersbrücke befand sich früher das Hasetor, eines der Stadttore der Osnabrücker Stadtbefestigung. Nach Abriss des Tores hielt sich der Name für die dort befindliche Straßenkreuzung der heutigen Bundesstraße 68. Hier befand sich auch ein Akzisehaus, welches 1913 abgerissen wurde, um Anhebung der Bahngleise der Strecke Rheine-Löhne zu ermöglichen. Durch die Anhebung konnte der Bahnübergang an der Hasetorkreuzung durch eine Brücke ersetzt werden und die langen Schließungszeiten der Schranken entfielen.
Der an der gegenüberliegenden Straßenseite der Einmündung der Hasestraße in den Erich-Maria-Remarque-Ring befindet sich ein Bahnhof, welcher von 1895 bis zu seiner Umbenennung 2009 den Namen Hasetor trug. Seit der Umbenennung in 2009 wird er als Haltepunkt Osnabrück Altstadt betitelt.

### Nördliche Hasestraße
Die vor den Luftangriffen auf Osnabrück einstmals prägenden Bürgerhäuser aus den 16. und 17. Jahrhundert wurden im nördlichen Teil der Hasestraße fast vollständig zerstört. Lediglich das Gebäude der Hasestraße 61 blieb hier als denkmalgeschütztes Fachwerkhaus aus dem 17. Jahrhundert erhalten. Denkmalgeschützt sind im nördlichen Abschnitt der Hasestraße außerdem die Gebäude der Hausnummern 2, 3 und 69.

#### Filmtheater Hasetor
Direkt an der Angersbrücke befindet sich das Filmtheater Hasetor. Das heutige Programmkino wurde im Mai 1960 auf dem Gelände des im Kriege zerstörten Hotels und Tanzsaals Steinhage eröffnet.

### Südliche Hasestraße
In der südlichen Hasestraße hat sich zum Teil die ursprüngliche Bebauung trotz der Zerstörung im Zweiten Weltkrieg gehalten. So finden sich hier die alten Gebäude der Hasestraße 26, 35–37, 40A, 41 und 44–48, welche als Baudenkmäler gelten. Die Gebäude 42–43A sind keine Einzeldenkmäler, jedoch Teil des geschützten Ensembles der benachbarten Großen Domsfreiheit. Das Haus mit der Nummer 26 besitzt unter anderem ein Steinwerk.

#### Handtuchhäuser
Die schmalen Grundstücke der Hausnummern 46–48 sind mit Handtuchhäusern bebaut. Die Gaststätte im Erdgeschoss der Nr. 46 trägt passend dazu den Namen „Schmales Handtuch“.

#### Brauhaus Rampendahl
Im Haus mit der Nummer 35 befindet sich die Hausbrauerei Rampendahl. Der Giebel des Hauses ist einer der wenigen Giebel in Osnabrück, welche nach dem barocken Baustil errichtet wurden. Auch hier ist im Gebäude ein ehemaliges Steinwerk integriert. Der Gehweg verläuft im Abschnitt zwischen dem Rampendahl und der Hausnummer 40 durch eine Arkade bzw. Kolonnade.

#### Bischöfliche Kanzlei
Am südlichen Ende der Straße an der Kreuzung zum Markt, Domhof und der Großen Domsfreiheit befindet sich die Bischöfliche Kanzlei.
Das aus Sandstein errichtete Gebäude an der Hasestraße 40A diente ursprünglich dem Fürstbischof von Osnabrück als Land- und Justizkanzlei.

## Galerie

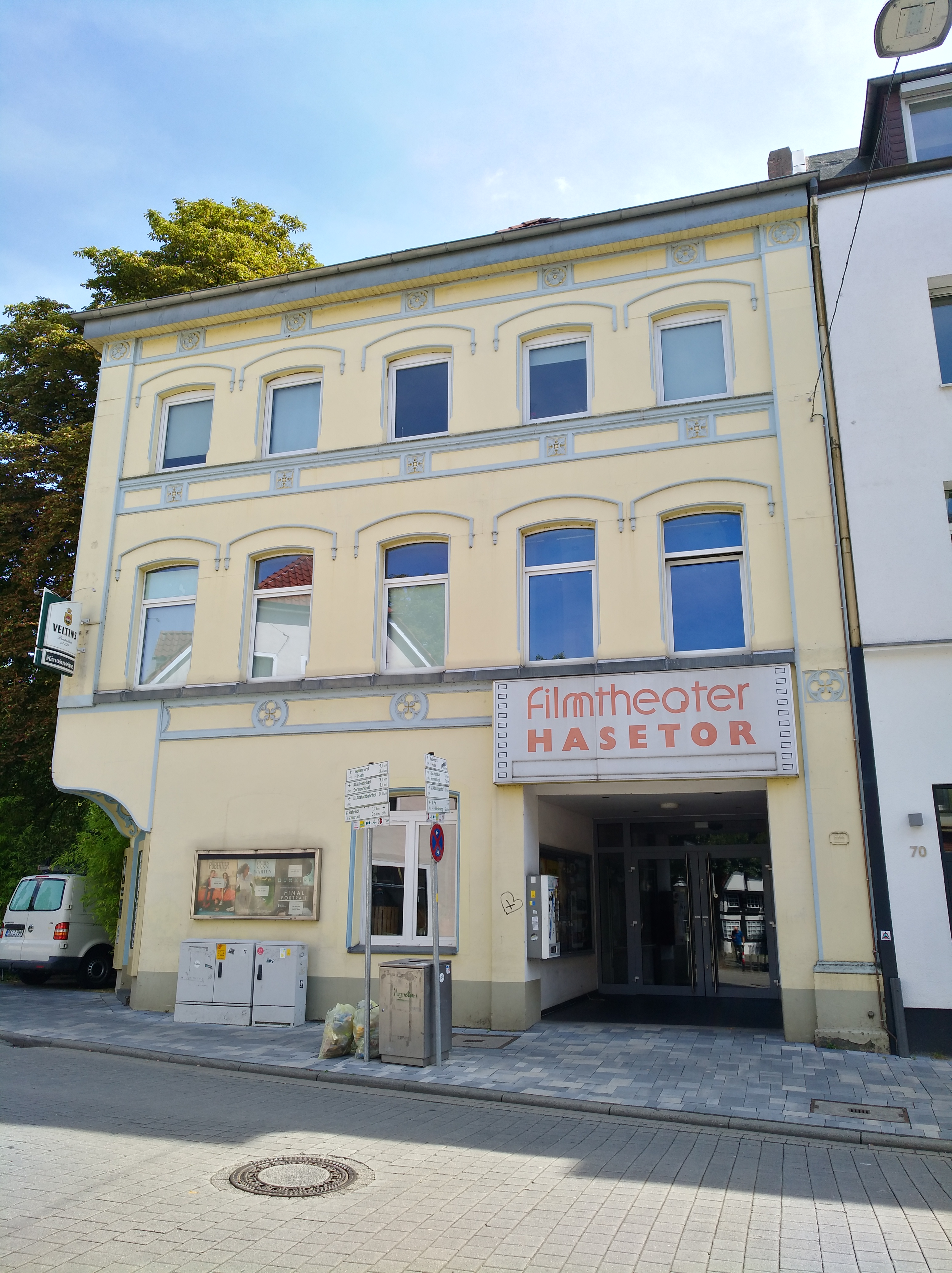
Filmtheater Hasetor
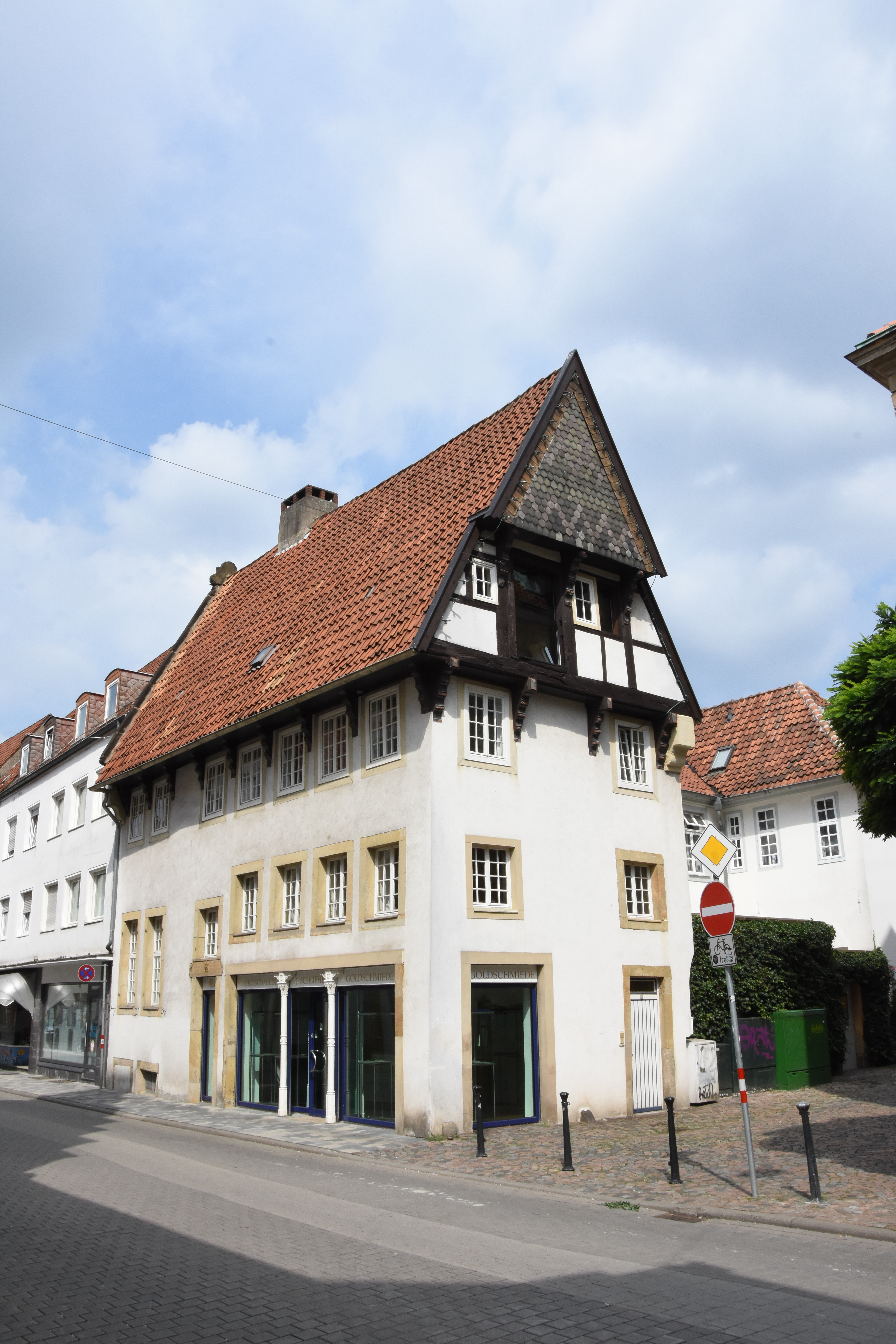
Hasestraße 41
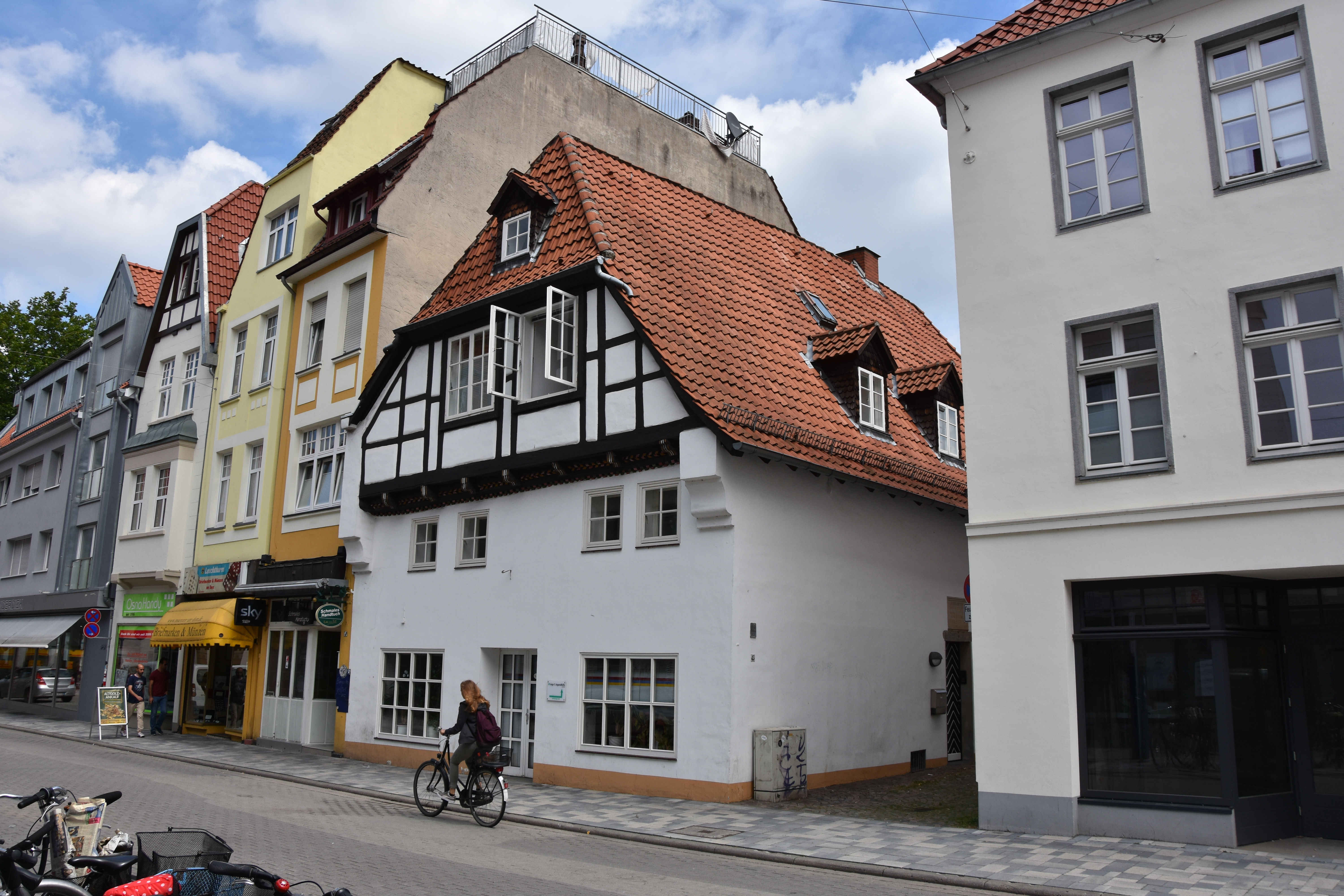
Hasestraße 45
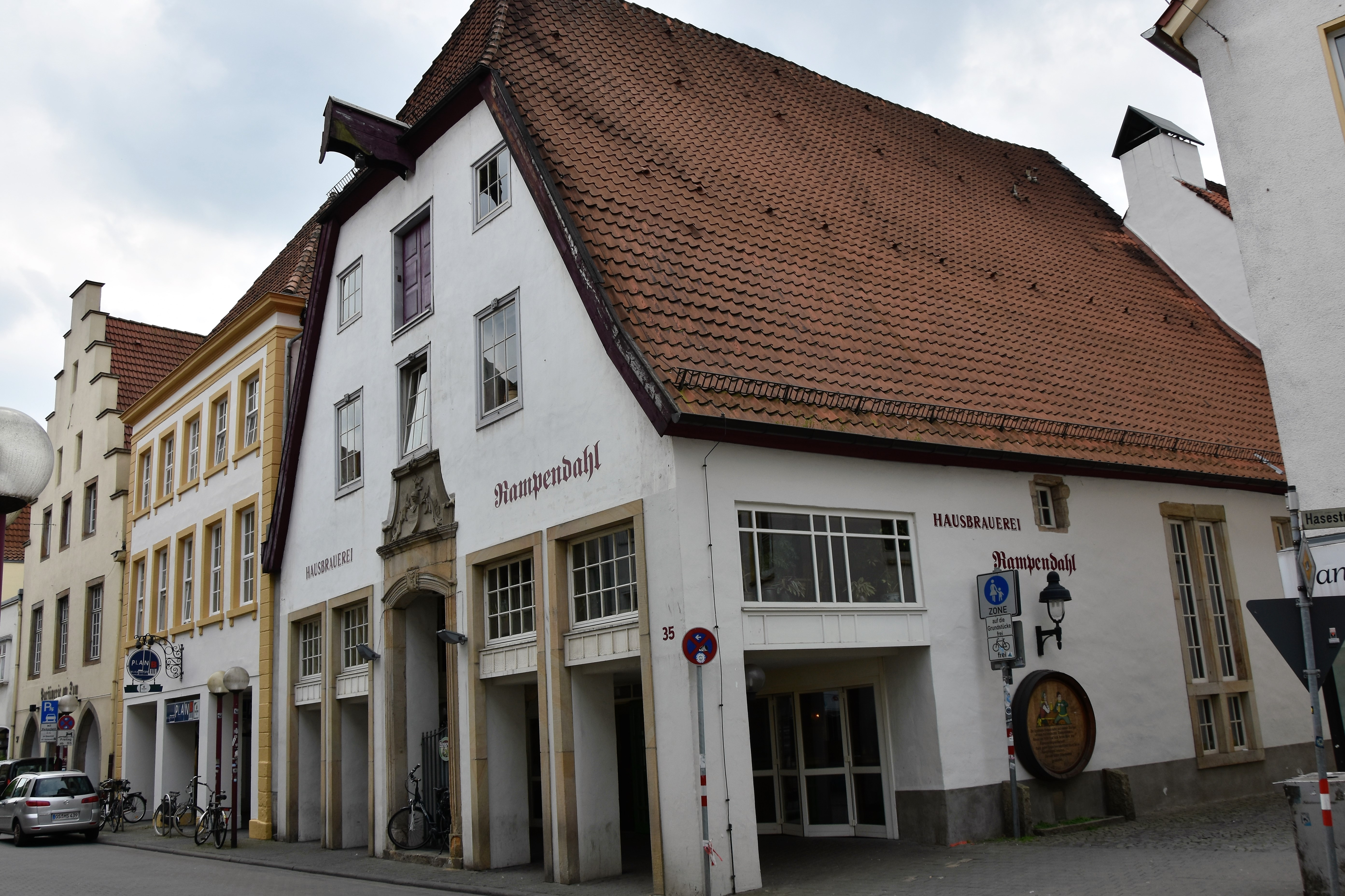
Brauhaus Rampendahl mit Arkaden
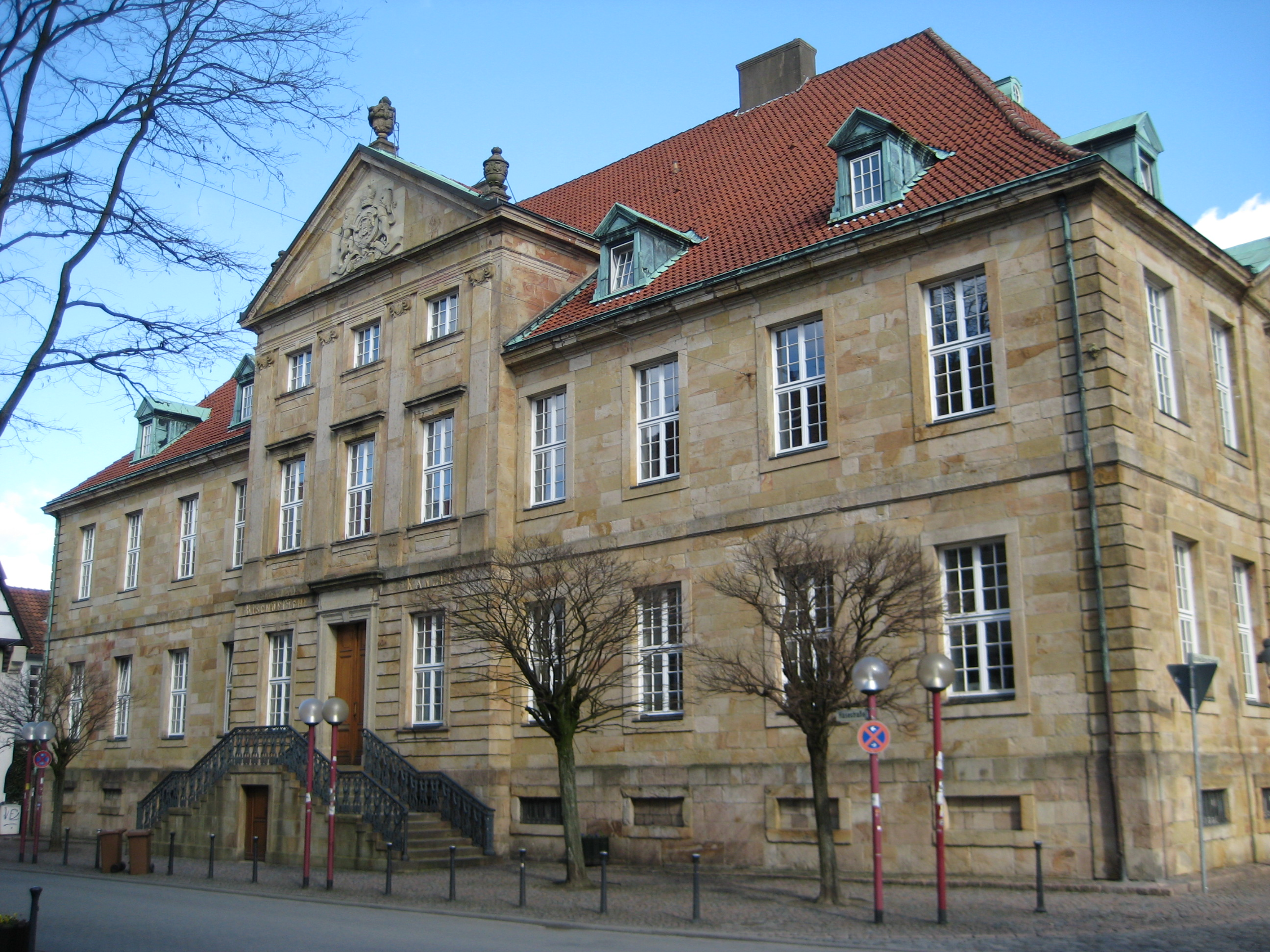
Bischöfliche Kanzlei